# Eilema intersecta
Eilema intersecta är en fjärilsart som beskrevs av T.P. Lucas 1890. Eilema intersecta ingår i släktet Eilema och familjen björnspinnare. Inga underarter finns listade i Catalogue of Life.